# Спіральний рукав галактики

Галактика Вир (M 51) має виражену спіральну структуру

Спіра́льний рука́в (англ. spiral arm) — характерний елемент структури спіральної галактики, який виглядає як спіралеподібна область підвищеної яскравості в диску галактики. Звичайно галактика має два чи декілька спіральних рукавів. У сукупності їх називають спіральним візерунком або спіральною структурою галактики.
Зовнішній вигляд спіральних рукавів досить різноманітний. Галактики з упорядкованою структурою мають симетричний і чіткий візерунок, що складається з двох спіральних рукавів, які простягаються на всю галактику, і навпаки, спіральна структура флокулентних галактик складається з безлічі невеликих фрагментів рукавів, не пов'язаних один з одним.
У різних частинах електромагнітного спектра спіральні рукави мають різний вигляд: у червоних та інфрачервоних променях спіральний малюнок гірше помітний, натомість у блакитних та ультрафіолетових променях він чіткіший, бо саме в цьому діапазоні сильніше світять молоді гарячі зорі, на які багаті спіральні рукави.
Крім підвищеної яскравості, спіральні рукави відрізняються підвищеною концентрацією міжзоряного газу й пилу, яскравих зір і зоряних скупчень, активним зореутворенням, блакитнішим кольором і сильнішим магнітним полем. Внесок спіральних рукавів у загальну світність галактики може сягати 40—50 %. Різні характеристики спіральних рукавів корелюють з іншими властивостями галактик, наприклад, кут закрутки спіральних рукавів пов'язаний з такими параметрами, як маса надмасивної чорної діри в центрі і внесок балджа в загальну світність.
Спіральну структуру вперше виявив 1850 року лорд Росс у Галактиці Вир, але питання природи спіральної структури галактик тривалий час залишалося нерозв'язаним. Існує дві основні теорії, що пояснюють виникнення спіральних рукавів: модель стохастичного самопідтримуваного зореутворення і теорія хвиль щільності. Вони описують різні варіанти спіральної структури й не виключають одна одну. Крім цих теорій, існують інші, які можуть пояснювати виникнення спіральної структури в деяких окремих випадках.

## Загальні характеристики

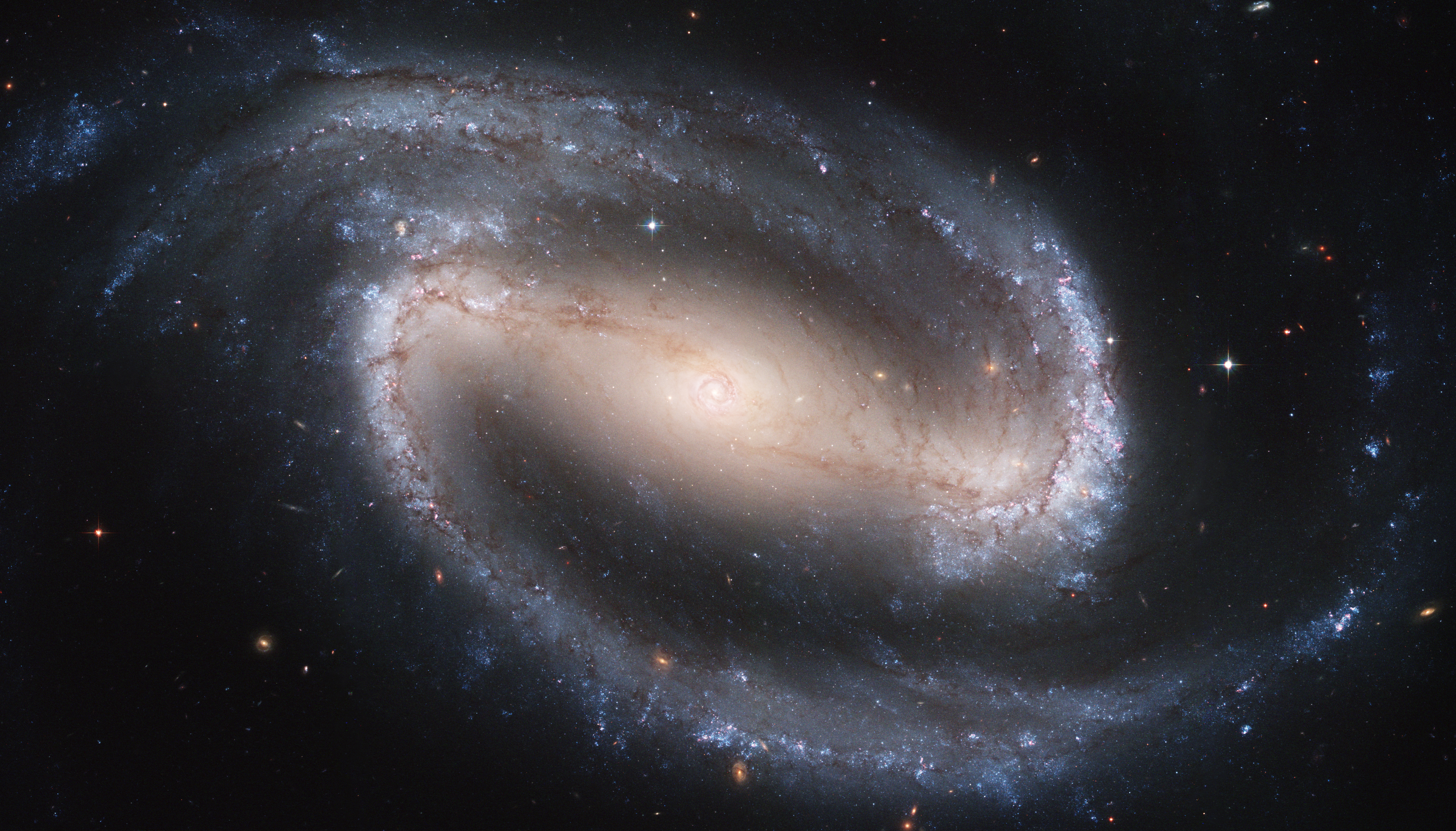
NGC 1300 — спіральна галактика з вираженим баром

Спіральні рукави — характерні елементи структури спіральних галактик, розташовані в дисках і характеризовані підвищеною яскравістю. Такі структури мають форму спіралей, які в галактиках без бара звичайно виходять з області поблизу центра галактики, тоді як у галактиках з баром вони починаються на кінцях бара. Спіральні рукави не поширюються на весь радіус диска і закінчуються на відстані, за межами якої диск ще можна виявити. Звичайно в галактиці буває два чи більше спіральних рукавів. Їхня сукупність у галактиці називається спіральним візерунком або спіральною структурою.
З усіх масивних галактик близько ⅔ — це спіральні галактики. Спіральні рукави спостерігаються в галактик на червоних зсувах до {\displaystyle z\approx 1}, а іноді й у дальших, що відповідає моменту часу, коли вік Всесвіту становив менше половини нинішнього. Це говорить про те, що спіральна структура є довготривалим явищем.
Своїм зовнішнім виглядом спіральні рукави значно розрізняються, але загалом вони характеризуються підвищеною концентрацією газу й пилу, у них відбувається активне зореутворення, спостерігається більше зоряних скупчень, зон H II та яскравих зір, ніж у решті диска. Хоча спіральні рукави помітні насамперед завдяки молодому зоряному населенню, концентрація старих зір у них також підвищена.

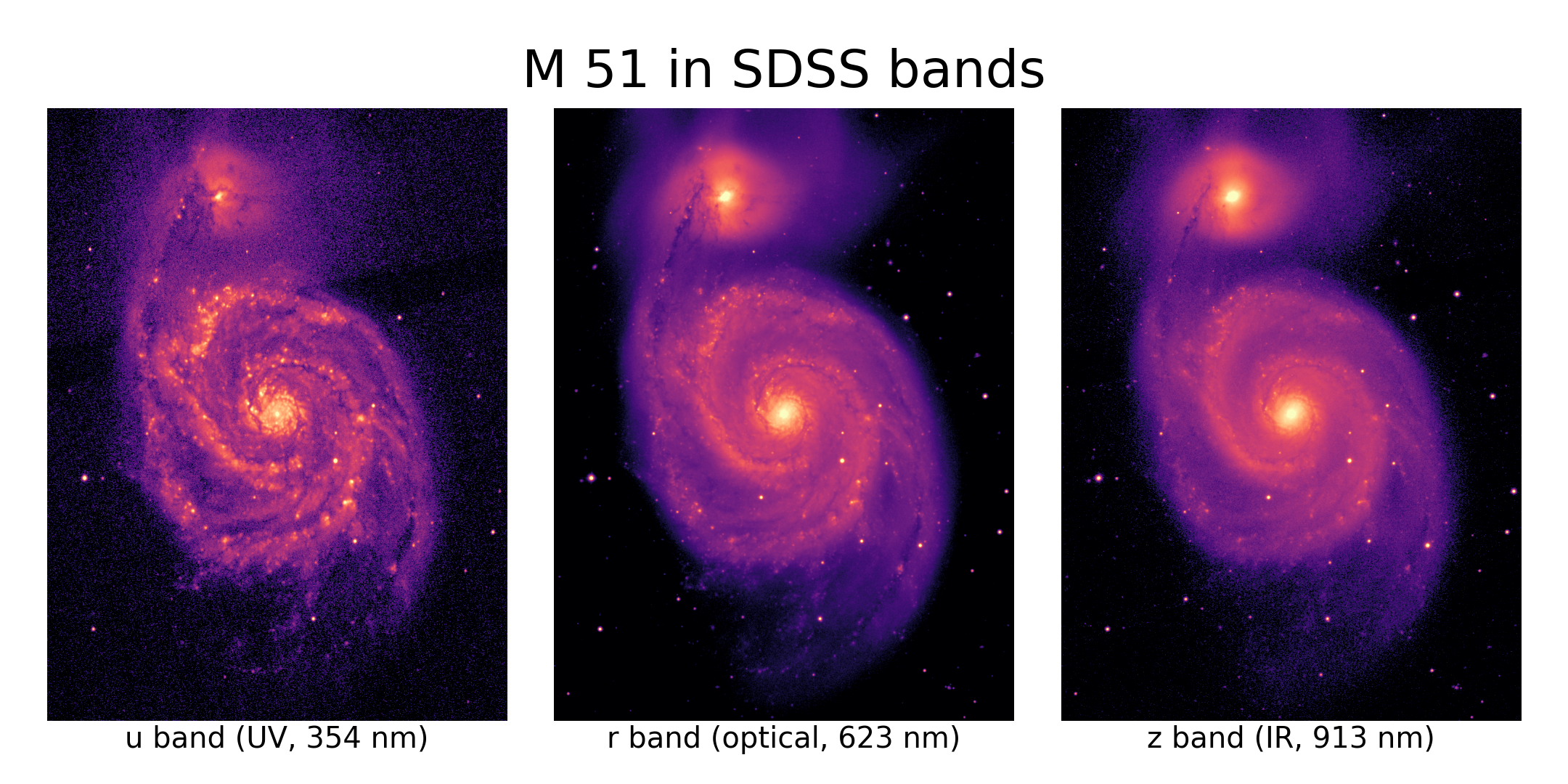
Зображення M 51 в огляді SDSS у трьох різних світлофільтрах: зліва направо смуги u (ультрафіолетова), r (видима) та z (інфрачервона)

Залежно від частини електромагнітного спектра, в якій спостерігається галактика, вираженість і зовнішній вигляд спіральних рукавів відрізняються. У блакитній і ультрафіолетовій частині спектра спіральні рукави добре виражені завдяки наявності в них блакитних надгігантів; у червоній і ближній інфрачервоній області більший внесок роблять старі зорі, тому спіральні рукави виглядають менш контрастними, але рівномірнішими. Випромінювання міжзоряного пилу робить спіральні рукави яскравими в далекій інфрачервоній ділянці, а випромінювання нейтрального водню й молекул — у радіодіапазоні. Найбільшу контрастність і кількість дрібних деталей у спіральних рукавах можна помітити при спостереженні в емісійних спектральних лініях, створюваних емісійними туманностями, а також у лініях поліароматичних вуглеводнів, які створюються холодними хмарами газу.

Зовнішній вигляд спіральних рукавів — один із критеріїв морфологічної класифікації галактик. Наприклад, у схемі класифікації Габбла спіральні галактики без бара поділяються на типи Sa, Sb, Sc, а спіральні галактики з баром — SBa, SBb, SBc. Галактики ранніх типів Sa і SBa мають туго закручені й гладкі спіральні рукави, а галактики пізніх типів Sc і SBc — неоднорідні спіральні рукави з більшим кутом закрутки. Типи Sb та SBb мають проміжні характеристики.
- Спіральні галактики різних морфологічних типів у огляді SDSS[12]

Спіральні галактики різних морфологічних типів у огляді SDSS
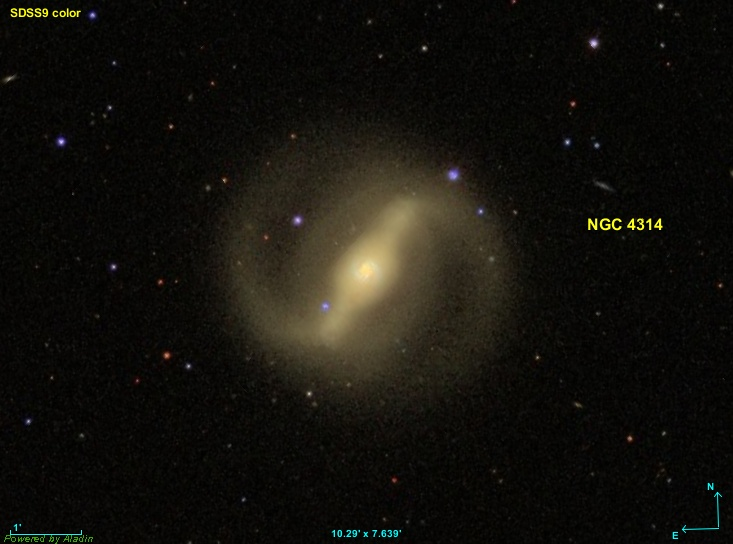
NGC 4314 (SBa)
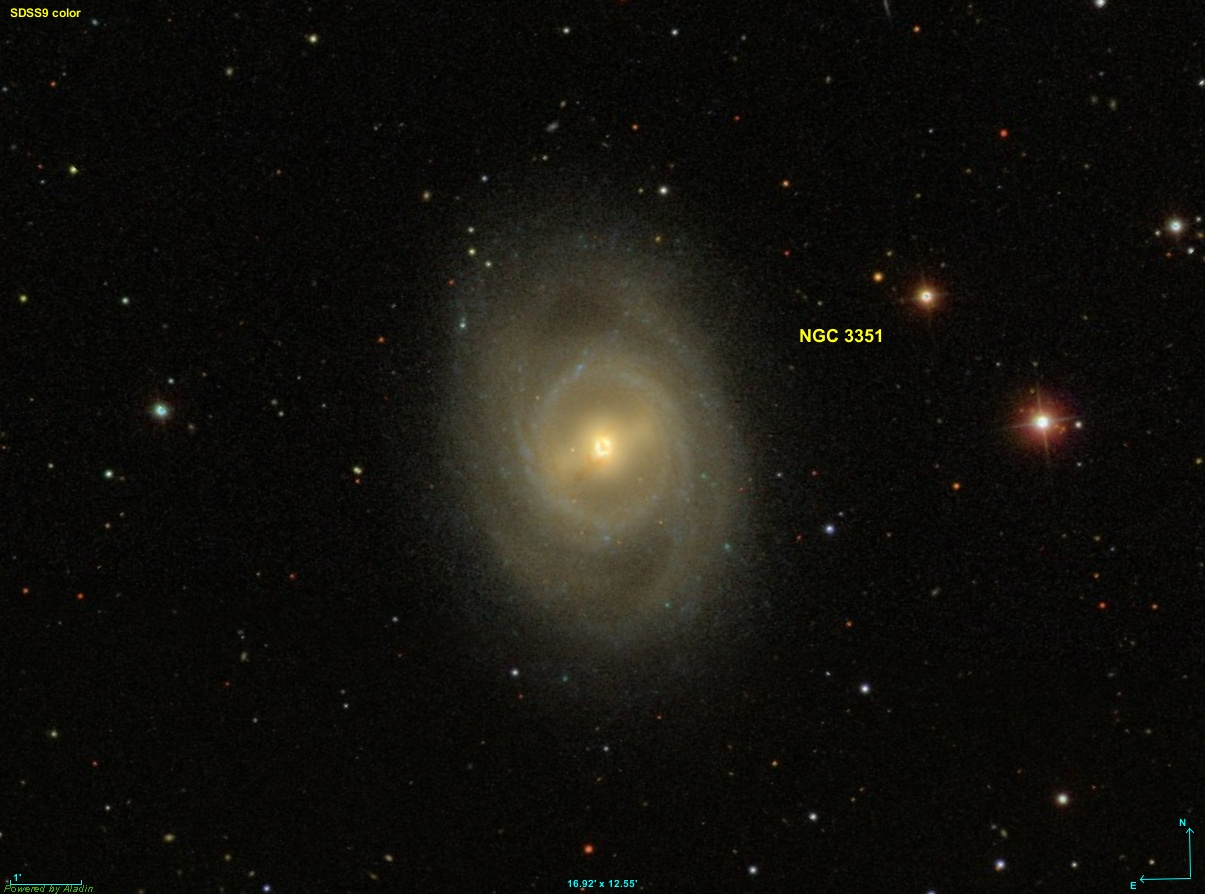
M 95 (SBb)
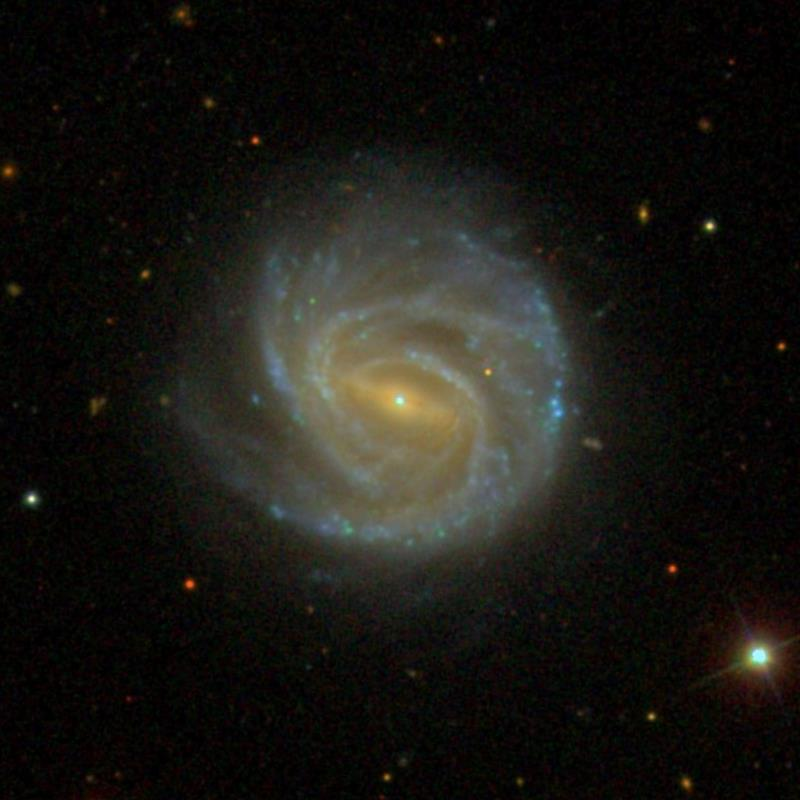
NGC 3367 (SBc)

### Морфологія
Спіральна структура галактик досить різноманітна на вигляд. Галактики з упорядкованою структурою (англ. grand design) мають симетричний і чіткий візерунок, що складається з двох спіральних рукавів, які тягнуться на всю галактику, — такі об'єкти становлять 10 % від загальної кількості спіральних галактик. Навпаки, спіральна структура флокулентних галактик складається з безлічі невеликих фрагментів рукавів, не пов'язаних один з одним — частка таких галактик серед спіральних дорівнює 30 %.
Інші галактики відносять до проміжного типу — багаторукавних спіральних галактик, які мають властивості як флокулентних, так і впорядкованих. Наприклад, вони можуть бути схожі на галактики з упорядкованою структурою, але мати більш ніж два рукави або впорядковану структуру з двох рукавів у внутрішніх частинах, яка стає неправильною на периферії. Проте практично завжди у спіральній структурі присутні елементи обох видів структури: навіть у галактиках з упорядкованою структурою є деталі, які не вписуються у глобальний спіральний візерунок. Трапляються й такі галактики, які при спостереженні в різних спектральних діапазонах демонструють різний вид спіральної структури. Відмінність між двома основними типами спіральних рукавів пов'язана з принциповими фізичними відмінностями між ними.
- Галактики з різною морфологією спіральної структури[20]

Галактики з різною морфологією спіральної структури
M 81 — спіральна галактика з упорядкованою структурою
M 101 — багаторукавна спіральна галактика
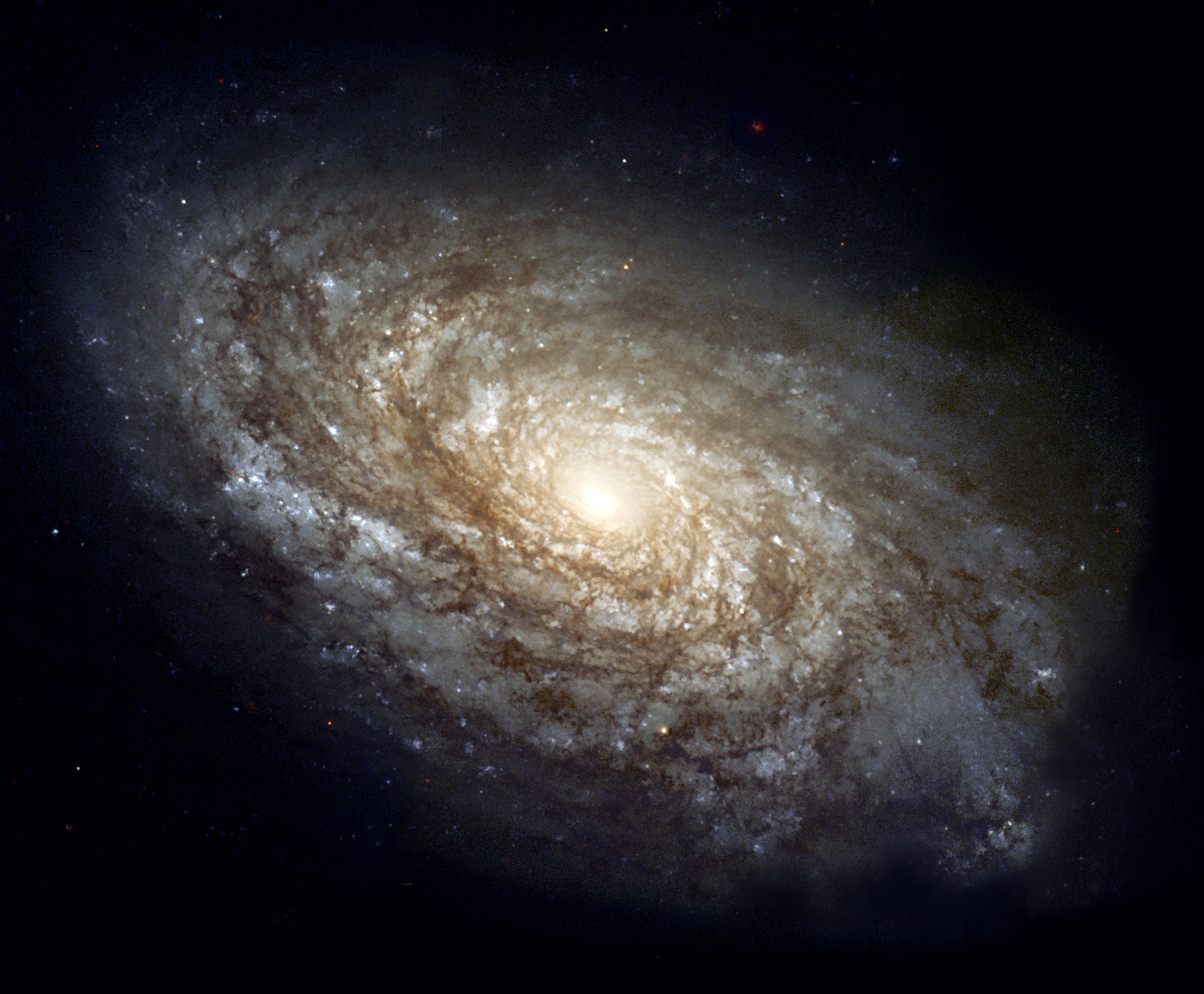
NGC 4414 — флокулентна спіральна галактика

Також існує поділ спіральних рукавів на «масивні» (англ. massive) і «ниткоподібні» (англ. filamentary). У першому випадку рукави широкі, дифузні й не надто контрастують з простором між ними, а в другому — вузькі й чітко окреслені.
- Галактики з різною морфологією спіральної структури[21]

Галактики з різною морфологією спіральної структури
M 101 має ниткоподібні рукави
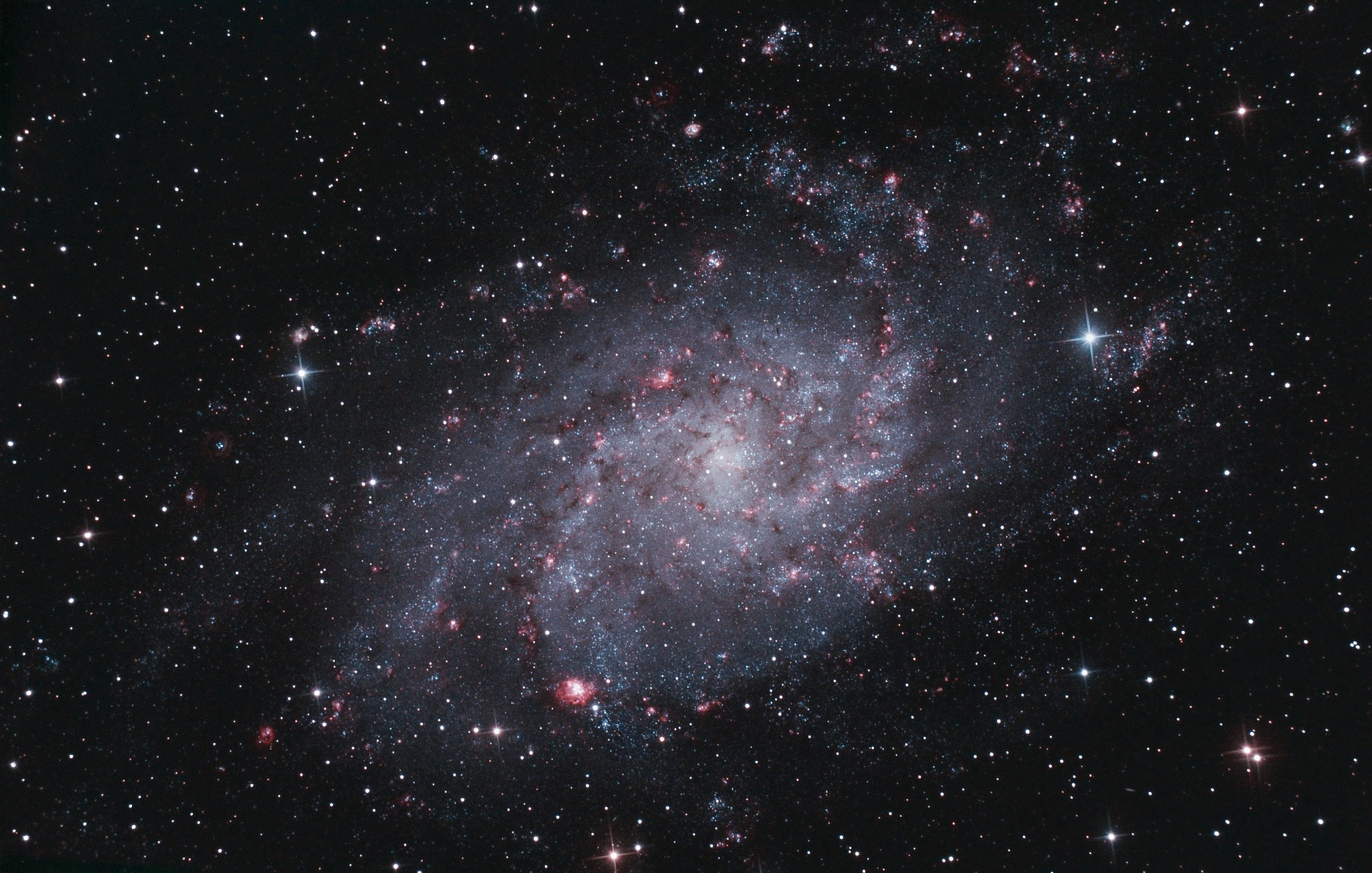
M 33 має масивні рукави

### Форма і кут закручування

Кут закрутки спірального рукава

Форма рукава зазвичай параметризується кутом закручування (або кутом закрутки) {\displaystyle \mu }, який дорівнює куту між дотичною до спірального рукава в певній точці і перпендикуляром до радіуса, проведеного в цю точку. У більшості спіральних галактик середній кут закрутки становить від 5° до 30°. Спіральні рукави з малим кутом закрутки також називають туго закрученими, з більшим кутом закрутки — розкритими.
Форма спіральних рукавів часто спрощено описується логарифмічною спіраллю, також іноді спіральні рукави описуються архімедовою або гіперболічною спіраллю. У разі логарифмічної спіралі кут закрутки постійний, в архімедовій зменшується зі зростанням відстані від центру, а в гіперболічній зростає. Вимірювання кутів закручування в галактиках показує, що лише в меншості спіральних галактик кути закрутки в рукавах близькі до сталих значень, а у понад 2/3 галактик кут закручування варіюється більш ніж на 20 %. Середній кут закрутки корелює з різними параметрами галактики, наприклад, у галактик з яскравішими балджами спіральні рукави закручені більш туго.
- Декілька галактик, для яких проводилось вимірювання кута закрутки, зображення SDSS (в дужках вказано виміряне {\displaystyle \mu })[24]

Декілька галактик, для яких проводилось вимірювання кута закрутки, зображення SDSS (в дужках вказано виміряне)
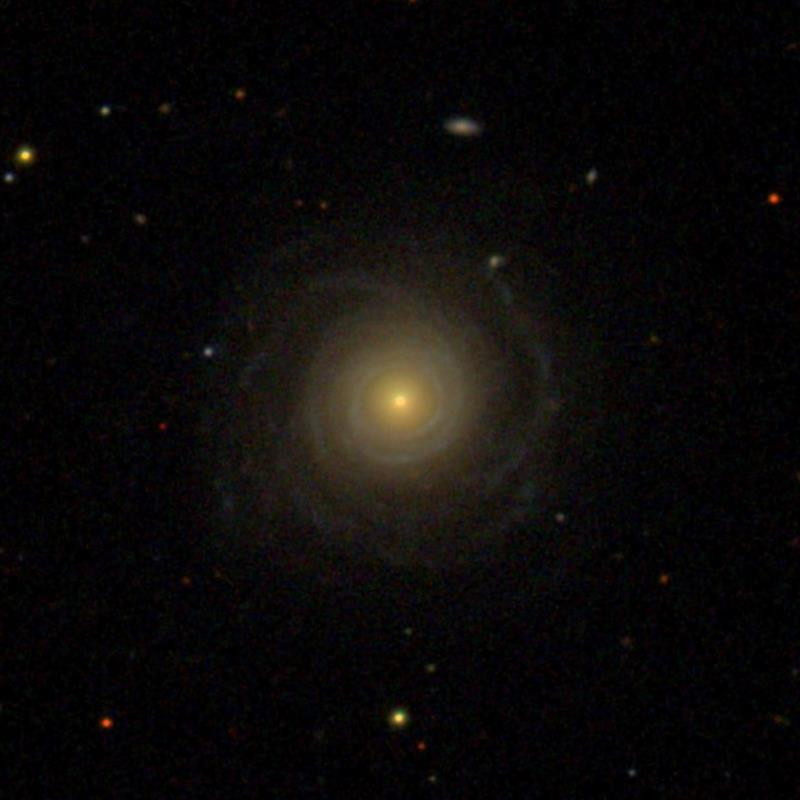
NGC 4977 ({\displaystyle \mu =7{,}3^{\circ }})
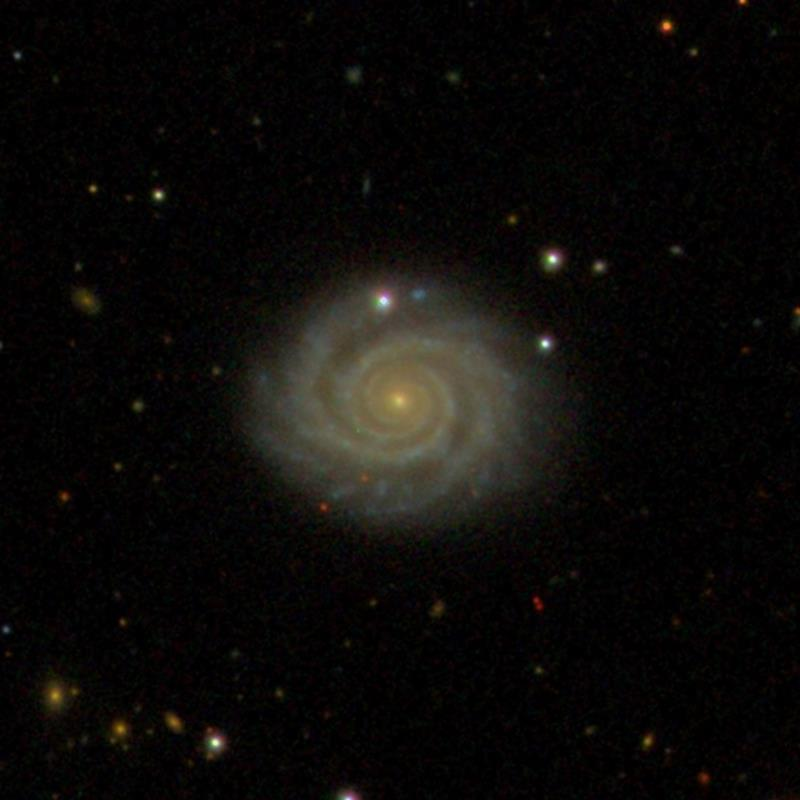
NGC 2649 ({\displaystyle \mu =12{,}6^{\circ }})
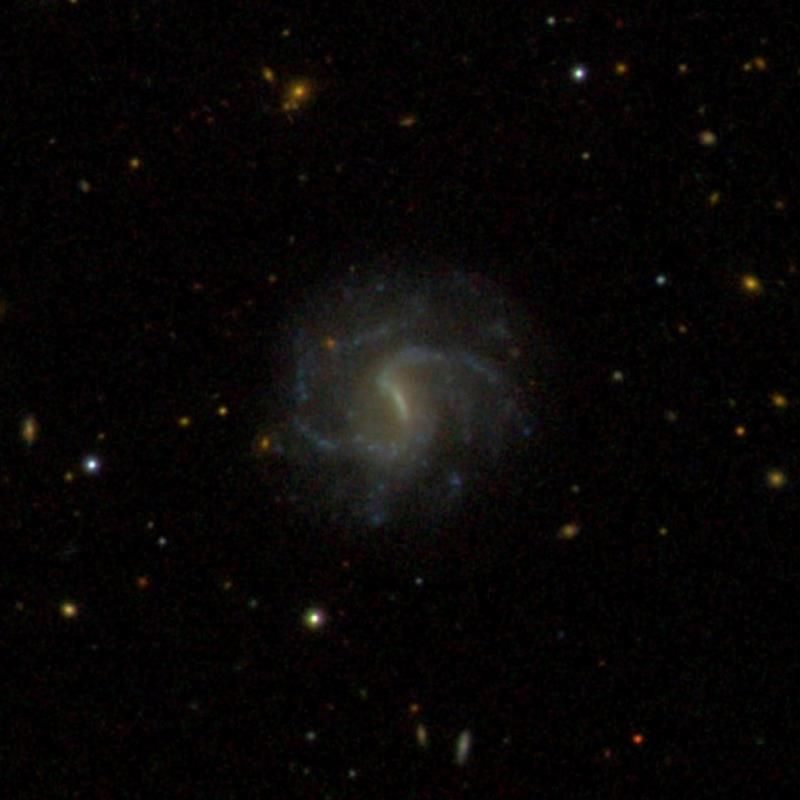
NGC 4195 ({\displaystyle \mu =25{,}7^{\circ }})
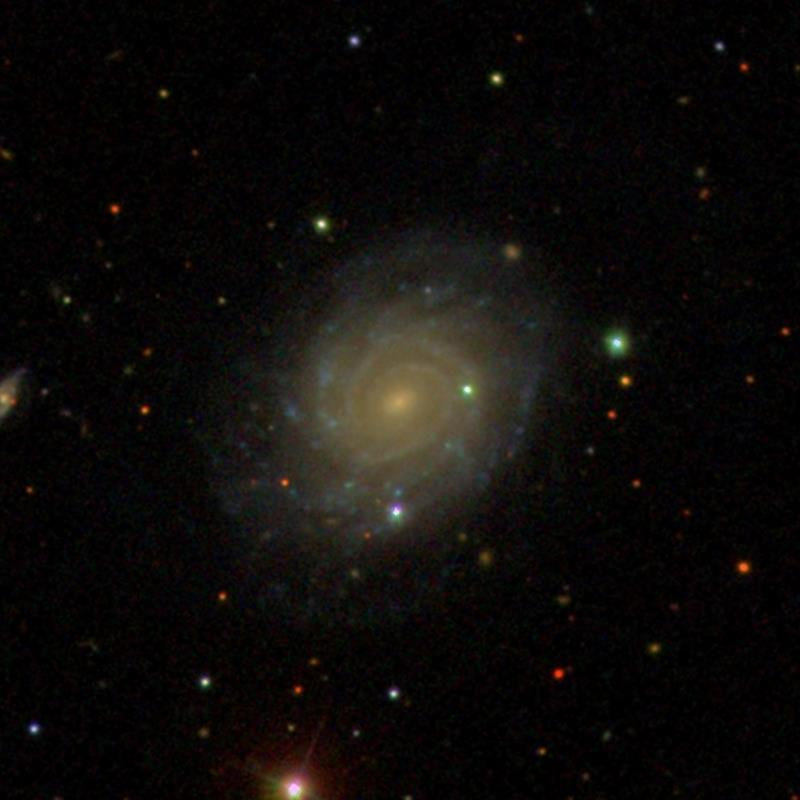
NGC 2575 ({\displaystyle \mu =29{,}7^{\circ }})
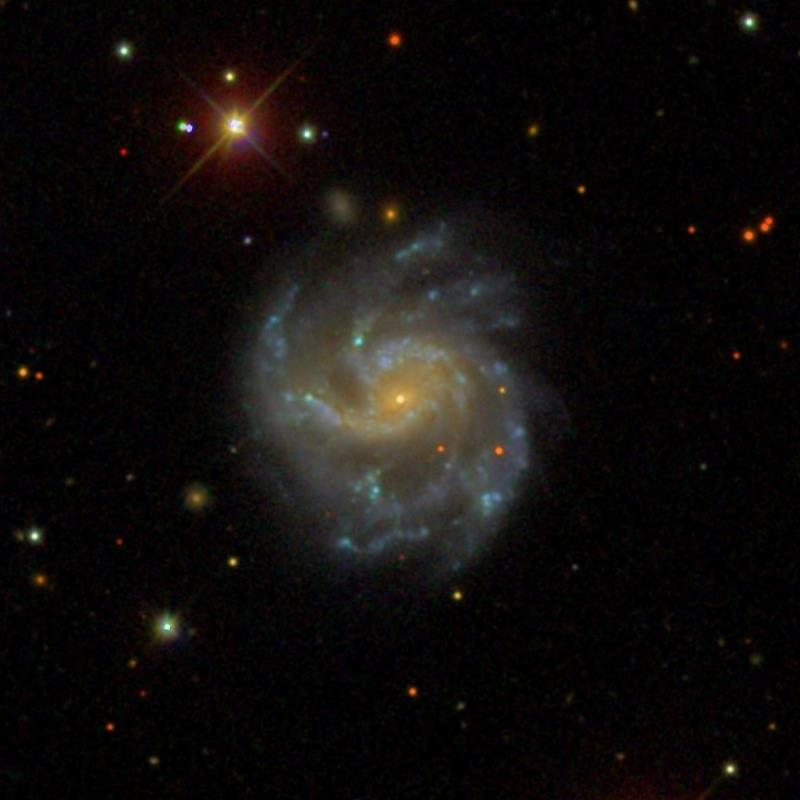
NGC 2532 ({\displaystyle \mu =45{,}1^{\circ }})

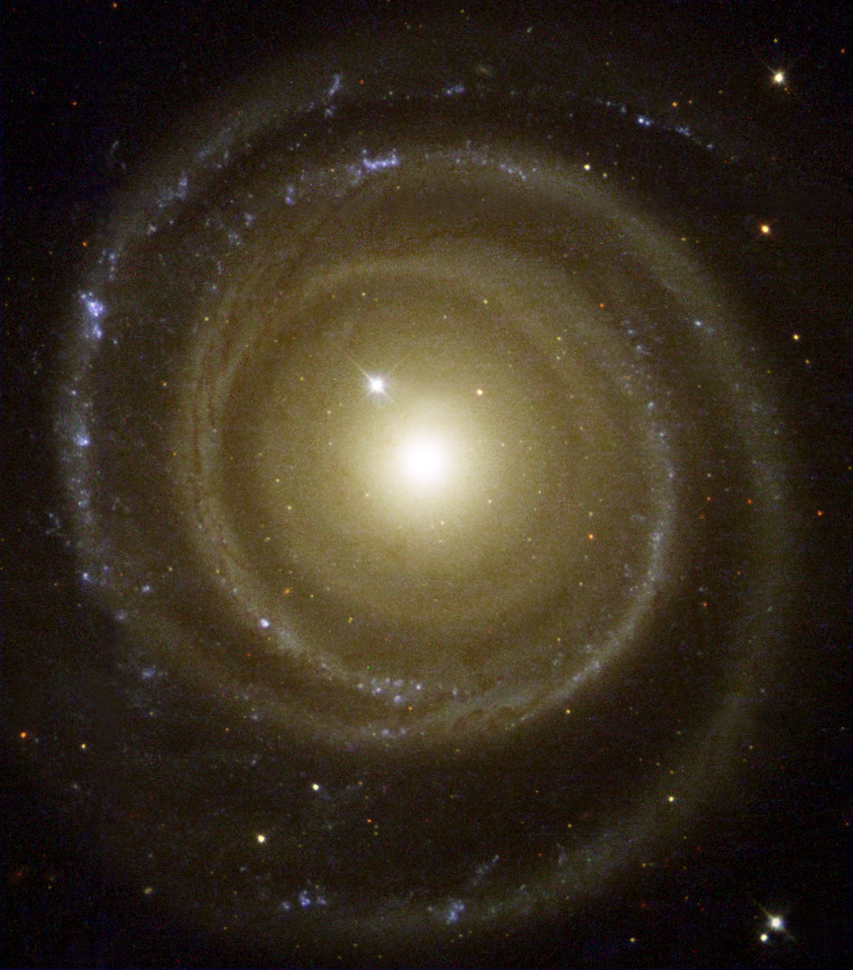
У галактиці NGC 4622 спіральні рукави закручуються в різні боки, тобто вона має і випереджаючі, і відстаючі спіральні рукави

Спіральні рукави можна розділити на «відстаючі» (англ. trailing) або «випереджаючі» (англ. leading). Кінці відстаючих спіральних рукавів спрямовані у бік, протилежний напряму обертання галактики, а у випереджаючих рукавів — у той самий бік, у якому обертається галактика. На практиці важко визначити, чи є рукави даної галактики випереджаючими або відстаючими: галактика не повинна бути нахилена до картинної площини занадто сильно, щоб спіральна структура була помітна, але деякий нахил необхідний, щоб можна було виміряти напрямок обертання, крім того, має бути можливість визначити яка сторона галактики ближче до спостерігача. Різні спостереження показують, що більшість галактик має відстаючі спіральні рукави, а випереджаючі рідкісні: наприклад, із двох сотень досліджених в такий спосіб галактик тільки у двох рукави можуть бути випереджаючими. Іноді зустрічаються галактики, що мають і випереджаючі, і відстаючі спіральні рукави — наприклад, NGC 4622. Чисельне моделювання показує, що випереджаючі спіральні рукави можуть виникати в особливих випадках — наприклад, якщо гало темної матерії обертається у бік, протилежний до обертання диска галактики.
Ширина спіральних рукавів у більшості галактик зростає зі збільшенням відстані від центра. Найбільшу ширину мають рукави в галактиках з упорядкованою структурою.

### Світність та колір

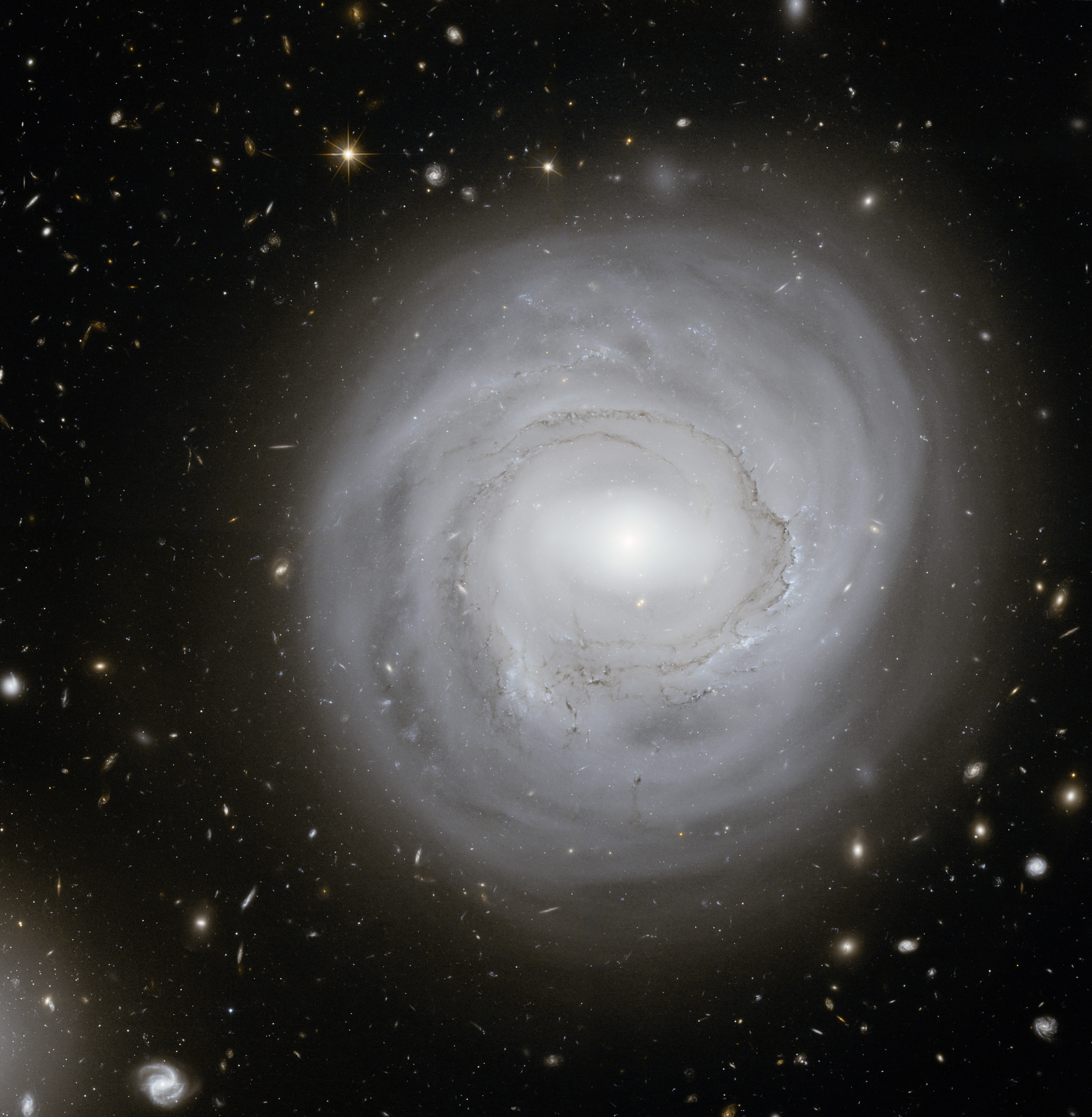
NGC 4921 — анемічна галактика

Відношення світності спіральної структури до світності всієї галактики найвище для спіральних галактик з упорядкованою структурою: для них це відношення становить середньому 21 %, а для деяких галактик може досягати 40—50 %. Для флокулентних та багаторукавних галактик це відношення становить 13 % та 14 % відповідно. Також частка спіральних рукавів у загальній світності підвищується у пізніших морфологічних типах: для галактик типу Sa вона становить у середньому 13 %, а для Sc — 30 %.
Колір спіральних рукавів стає блакитнішим для галактик пізніх морфологічних типів. Показник кольору g-r для галактик типу Sc становить близько 0,3-0,4m, а для галактик типу Sa — 0,5-0,6m.
Існують і так звані анемічні галактики. Вони відрізняються нечітким, слабким спіральним візерунком, що викликано меншою кількістю газу і, отже, нижчим темпом зореутворення, ніж у звичайних спіральних галактик того ж морфологічного типу. Анемічні галактики найчастіше зустрічаються в скупченнях галактик — ймовірно, на галактики в скупченнях діє лобовий тиск (англ. ram pressure), через що вони швидко втрачають газ. Передбачається, що цей тип галактик може бути проміжним між спіральними та лінзоподібними галактиками.

### Магнітне поле
У спіральних рукавах спостерігаються сильніші магнітні поля, ніж в решті галактики. Середнє значення магнітних полів у спіральних галактиках становить 10 мікрогаус, а в їхніх спіральних рукавах — 25 мікрогаус. У галактиках з вираженим спіральним візерунком магнітні поля орієнтовані вздовж рукавів, хоча у деяких випадках магнітне поле може утворювати окрему спіральну структуру у просторі між видимими спіральними рукавами. Своєю чергою магнітні поля можуть впливати на рух газу в галактиці та сприяти формуванню спіральних рукавів, хоча вони занадто слабкі, щоб відігравати провідну роль у формуванні спіральних рукавів.

### Зв'язок параметрів спіральних рукавів з іншими властивостями галактики
Параметри спіральних рукавів корелюють з іншими властивостями галактики. Наприклад, відомо, що галактики з більшим кутом закрутки зазвичай мають нижчу масу надмасивної чорної діри в центрі і меншу масу всієї галактики, менший внесок балджа в загальну світність, нижчу дисперсію швидкостей у центрі, а їх криві обертання демонструють більше зростання, але ці залежності не надто сильні. Хоча кут закрутки спіральних рукавів спочатку був введений у морфологічну класифікацію галактик як один із критеріїв класифікації, виявилося, що ця величина корелює з морфологічним типом навіть слабше, ніж, наприклад, показник кольору спіральних рукавів. Кореляцію кута закрутки зі згаданими параметрами можна пояснити теоретично: описані величини пов'язані з розподілом маси в галактиці, а розподіл маси, своєю чергою, визначає поширення хвиль густини в диску галактики.
Контрастніші та чіткіше виражені спіральні рукави спостерігаються у масивніших галактик з більш упорядкованою структурою. Також контрастність спіральних рукавів вище в галактиках з вираженим баром, але ця кореляція слабка. Флокулентні галактики в середньому мають меншу масу і пізніший морфологічний тип, ніж галактики з упорядкованою структурою.

## Спіральна структура Чумацького Шляху

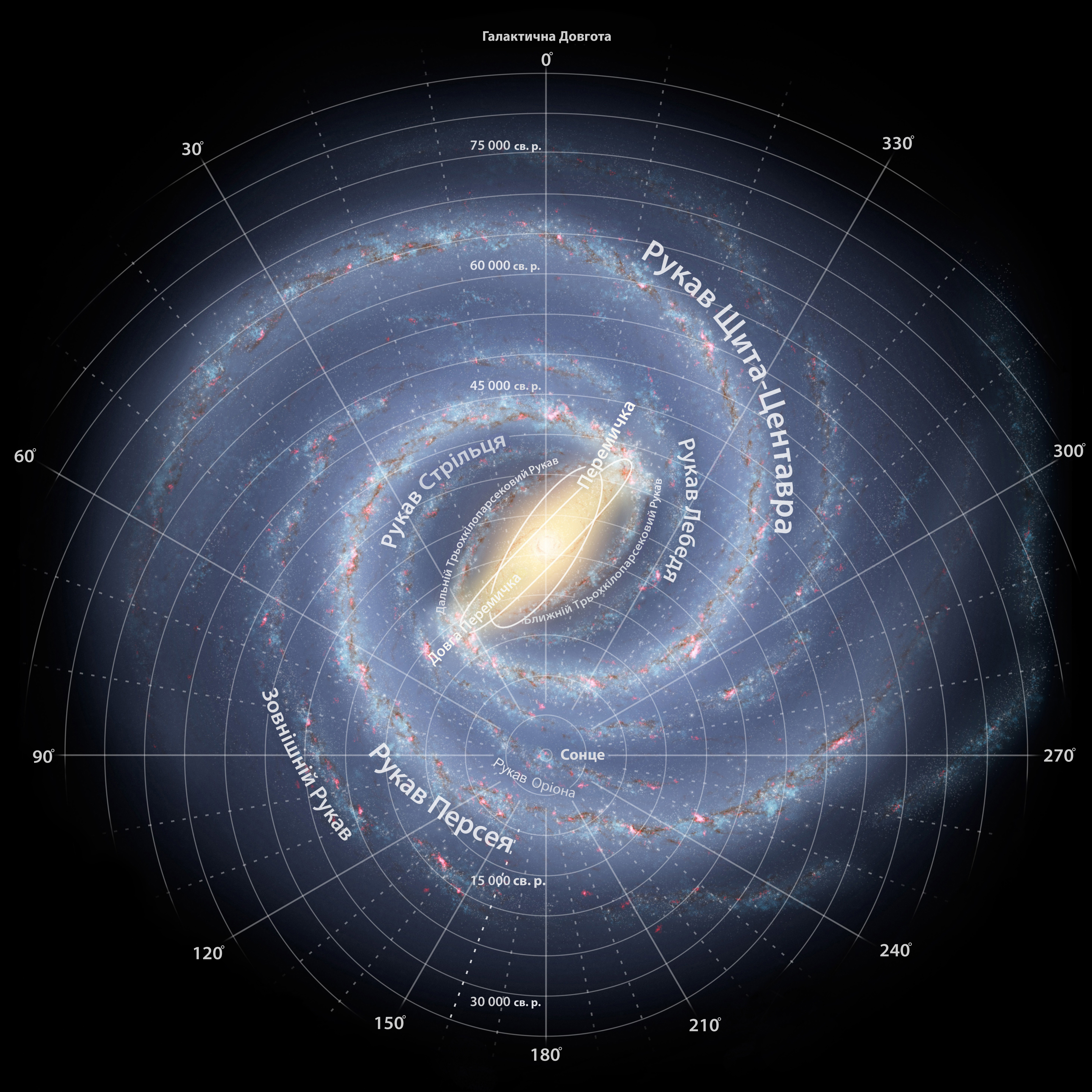
Спіральні рукави, позначені на художньому зображенні Чумацького шляху

Про наявність спіральних рукавів у диску нашої Галактики важко зробити висновок, спостерігаючи в оптичному діапазоні, оскільки Сонце знаходиться у площині диска Чумацького Шляху, а світло сильно поглинається міжзоряним пилом. Однак спіральні рукави можна помітити, наприклад, при складанні карти розподілу нейтрального водню або молекулярних хмар.
Розташування, довжина і навіть кількість спіральних рукавів ще точно не визначені, але найчастіше вважається, що в Чумацькому Шляху чотири великі спіральні рукави: два головні (рукав Щита-Центавра і рукав Персея) і два вторинних (рукав Косинця-Зовнішній і рукав Стрільця-Кіля). Їхні назви обумовлені розташуванням основних масивів рукавів у відповідних сузір'ях. Кут закрутки рукавів становить близько 12°. Їхня ширина оцінюється в 800 парсек. Крім великих рукавів, виділяються і дрібніші подібні утворення, як, наприклад, рукав Оріона, також званий Місцевим рукавом.

## Теорії виникнення спіральної структури

Виникнення спіральних рукавів у моделі стохастичного самопідтримуваного зореутворення

Поширеність спіральних галактик свідчить, що спіральна структура — тривке явище. Однак через те, що самі галактики обертаються диференціально, а не як тверде тіло, будь-яка структура в диску має сильно закручуватися разом із диском та зникати за 1-2 оберти. Два найпоширеніші варіанти розв'язання цієї проблеми — модель стохастичного самопідтримуваного зореутворення і теорія хвиль густини, причому вони описують різні варіанти спіральної структури. Згідно з першим поясненням, спіральні рукави постійно утворюються і зникають, не встигаючи сильно закрутитися — такі спіральні рукави називають матеріальними. Теорія хвиль густини передбачає, що спіральний візерунок є хвилею густини й тому обертається незалежно від диска, як тверде тіло, — у цьому випадку спіральні рукави називають хвильовими. Такі види спіральних рукавів не виключають одна одну й можуть працювати одночасно.
Припливні хвости, що спостерігаються у взаємодіючих галактик, також відносять до матеріальних спіральних рукавів. Через невелику швидкість руху речовини на відстані від галактики припливні хвости виявляються відносно довговічними.

### Теорія стохастичного самопідтримуваного зореутворення
Згідно з моделлю стохастичного самопідтримуваного зореутворення, спіральні рукави виникають, коли в якійсь області галактики активізується зореутворення. Через наявність молодих яскравих зір ця область впливає на сусідні області міжзоряного середовища — наприклад, спалахи наднових створюють ударні хвилі в газі, так що зореутворення поширюється диском. За період менш як 100 мільйонів років, швидше за час одного оберту галактики, найяскравіші зорі, що виникли в цій області, встигають згаснути, а через диференціальне обертання ця область встигає витягнутися в коротку дугу. Оскільки зореутворення постійно спалахує у різних частинах диска, то в різні моменти часу в диску спостерігається багато таких дуг, що спостерігається, як флокулентний спіральний візерунок. Оскільки такі спіральні рукави помітні лише завдяки молодим зорям, вони практично не впливають на розподіл маси в галактиці та практично не спостерігаються в інфрачервоному діапазоні.

### Теорія хвиль густини

Схематичне зображення градієнтів кольору в спіральних рукавах, якщо вони є хвилями густини

Спіральні рукави в теорії хвиль густини виникають, якщо в диску відбуваються механічні коливання і з'являється хвиля густини. При цьому зорі рухаються в диску таким чином, що в деяких областях вони зближуються, і їхня щільність підвищується. Хвиля густини впливає не тільки на зорі, але й на газ, і в областях, де густина газу збільшується, йде активніше зореутворення. При цьому в різні моменти часу в спіральному рукаві опиняються різні зорі, так що хвиля густини рухається з іншою швидкістю, ніж обертання зоряного диска, і не закручується його диференціальним обертанням. Під впливом цього механізму утворюється великомасштабна, упорядкована спіральна структура, що спостерігається і в інфрачервоному діапазоні. Концентрація зір у спіральному рукаві збільшується ненабагато — на 10-20 %, але відповідна зміна гравітаційного потенціалу значно впливає на рух газу. Газ розганяється, в ньому можуть виникати ударні хвилі, які зовні помітні як темні пилові смуги у рукавах.
Підтвердити наявність хвилі густини важко, але можливо. Наприклад, зорі, які вже виходять зі спірального рукава, мають бути старішими й тому червонішими, ніж щойно сформовані зорі в середині рукава. Всередині радіуса коротації зорі мають виходити з рукава вперед, а зовні радіуса коротації — назад. Це має призвести до градієнта кольору поперек рукава. Вважається, що хвилі густини створюються та підтримуються барами галактик або припливним впливом з боку галактик-супутників.
Теорія хвиль густини передбачає, що стійкими є лише відстаючі спіральні рукави, а будь-яка випереджаюча структура повинна в якийсь момент перетворюватися на відстаючу.
- Вплив диференціального обертання на структуру спіральних рукавів (анімація)
- «Матеріальні» спіральні рукави сильно закручуються за невеликий час
- Хвилі густини створюють рукави, які не закручуються з часом

### Альтернативні теорії
Деякі теорії пропонують інші механізми появи спіральних рукавів, ніж теорія хвиль густини та модель стохастичного самопідтримуваного зореутворення. Найчастіше вони покликані не замінити вищеописані теорії повністю, а пояснити виникнення спіральних рукавів в окремих випадках.
Наприклад, теорія многовидів (англ. manifold theory) поширюється лише на спіральні галактики з баром. Відповідно до цієї теорії, через гравітаційний вплив бару орбіти зір вишиковуються певним чином, створюють спіральні рукави та рухаються вздовж них. Назва теорії пов'язана з тим, що в рамках цієї моделі зорі, що рухаються в спіральних рукавах, у фазовому просторі утворюють многовид. На відміну від теорії хвиль густини, теорія многовидів не передбачає виникнення градієнтів кольору в спіральних рукавах, які у багатьох галактиках насправді спостерігаються. Те, що в галактиках з баром спіральні рукави починаються з області поблизу бару, може вказувати на зв'язок цих структур, і теорія многовидів — не єдина, яка пояснює виникнення рукавів завдяки барам.

## Історія вивчення

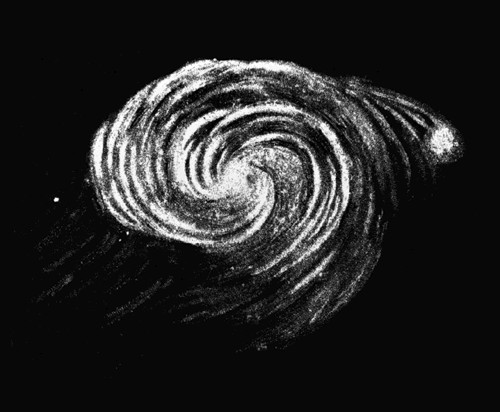
Замальовка M 51, зроблена лордом Россом

Спіральні рукави були вперше виявлені в галактиці Вир (M 51): в ній лорд Росс відкрив спіральну структуру в 1850 році.
У 1896 році було сформульовано проблему закручування: якби спіральні рукави були матеріальними утвореннями, то внаслідок диференціального обертання вони б дуже швидко закручувалися настільки, що їх було б неможливо спостерігати. Таким чином, питання про природу спіральної структури тривалий час залишалося невирішеним. З 1927 року цим питанням займався Бертіл Ліндблад, і в 1961 він зробив правильний висновок про те, що спіральні рукави виникають внаслідок гравітаційної взаємодії між зорями в диску. Пізніше, в 1964 році, Цзяцяо Лінь та Френк Шу розробили теорію, згідно з якою спіральні рукави можна розглядати як хвилі густини. Модель стохастичного самопідтримуваного зореутворення з'явилася в 1978 році, але ще в 1953 Ернст Епік зазначив, що спалах наднової може стимулювати зореутворення в сусідніх областях, що й лягло в основу майбутньої теорії.
У 1953 році досить точно виміряли відстані до різних зоряних асоціацій у нашій Галактиці. Завдяки цьому було показано, що в Чумацькому шляху теж є спіральна структура.
Поділ галактик на флокулентні, багаторукавні та з упорядкованою структурою походить від складнішої схеми морфологічної класифікації, що включає 10 класів, які описують вид спірального візерунка. Цю схему класифікації розробили Дебра та Брюс Елмегрін у 1987 році.
Попри успіхи теорії хвиль густини, фізична природа спіральних рукавів поки що не пояснена повністю, і дослідження цього питання тривають.